# Europäisches Archiv der Stimmen
Das Europäische Archiv der Stimmen (engl.: European Archive of Voices) ist ein Projekt, das vom Verein „Arbeit an Europa“ initiiert wurde. Im Archiv wurden persönliche und zeitgeschichtliche Erinnerungen von Persönlichkeiten aus über 30 europäischen Ländern gesammelt. Ziel ist, Geschichten jener Generation zugänglich zu machen, die Europa nach 1945 wieder aufgebaut hat. Europa bezieht sich in diesem Projekt nicht nur auf die Länder der Europäischen Union, sondern auf Länder, die geographisch und geschichtlich zu Europa gehören. Das Projekt verfolgt kein politisches Ziel.

## Hintergrund
Nach einer Geschichte stetiger europäischer Kriege, entwickelte sich in der ersten Hälfte des 20. Jahrhunderts der Wunsch nach einem vereinten Europa. Stefan Zweig postulierte um 1930, dass eine emotionale Bindung zu Europa nur über die Auseinandersetzung mit der gemeinsamen Geschichte erreicht werden könnte. Zeitzeugen, die den Prozess der europäischen Einigung nach dem Zweiten Weltkrieg miterlebt haben, werden immer weniger.

„Die Frage nach Europa, wie es jetzt ist, wie es werden könnte, […] kann man nicht ohne einen Blick in die Vergangenheit und das, was geschehen ist, stellen.“

In Osteuropa folgte nach dem Regime der Nationalsozialisten die Herrschaft Russlands. Durch diesen geschichtlichen Unterschied nahm die Erinnerungskultur in Ost und West unterschiedliche Wege. Der Historikerstreit von 1986/87 um die Rolle des Holocaust brachte weitere Differenzen auf. Kuratorin Aleida Assmann verfasste dazu „Das gespaltene Gedächtnis Europas und das Konzept des dialogischen Erinnerns“. Diesen Erinnerungsdialog möchte das Projekt widerspiegeln.
Die europäische Idee wird heutzutage von verschiedenen Seiten in Frage gestellt, wie es beispielsweise am „Brexit“ zu sehen ist. Die Ergebnisse der Europawahl 2019 zeigen Differenzen zwischen Süd und Nord, zwischen Ost und West auf. Es gilt eine einheitliche Ebene zu finden. Im Allgemeinen wird über Europa aus dem Blickwinkel einzelner Länder gesprochen. Kultur vermag Ländergrenzen zu überschreiten, weshalb in diesem Projekt Europa nicht wirtschaftlich oder politisch, sondern kulturhistorisch verstanden werden soll. Durch die persönlichen Geschichten wird Europa im kleinen Maßstab erfahren, um dadurch einen Zugang zum großen Maßstab zu erhalten. Ein einiges Europa erzählt erleben.

## Geschichte
Initiator ist der deutsche Verein „Arbeit an Europa“, bestehend aus Schriftstellern, Journalisten und Wissenschaftlern. Das Projekt ist Teil der Deutschen Digitalen Bibliothek. Die EU hatte eine finanzielle Förderung abgelehnt. Das Projekt wird von der Gerda Henkel Stiftung und der Alfried Krupp von Bohlen und Halbach-Stiftung unterstützt.
Die Auftaktveranstaltung des Projekts mit 45 Interviewern fand im Januar 2020 statt. Interviews sollen bis Ende 2020 geführt werden. Im Herbst 2020 wird begonnen, die Interviews mit schriftlicher englischer Übersetzung auf einer Webseite zu veröffentlichen, um sie der Öffentlichkeit kostenlos zugänglich zu machen. Zeitlich passend zum deutschen Vorsitz im Rat der Europäischen Union ab 1. Juli 2020, wird das Europäische Archiv der Stimmen als eines von sechs Kulturprojekten vom Auswärtigen Amt unterstützt. Es sind Veröffentlichungen und Veranstaltungen in mehreren europäischen Städten geplant. Planung und Durchführung übernimmt das Goethe-Institut.
Am 11. September 2021 wurde das letzte Interview hochgeladen und damit das Projekt mit einer Veranstaltung in Rom feierlich beschlossen. Kurz darauf, am 30. September des Jahres, wurde das Projekt in Aachen mit dem europäischen Jugendkarlspreis für das Jahr 2020 ausgezeichnet.

## Ziel
Das Projekt möchte mithilfe von Zeitzeugen unterschiedliche Blicke auf Europa vermitteln. Es werden die Erinnerungen von Menschen bewahrt, die die Anfangsphase der Europäischen Union bewusst miterlebt haben. Die Interviewten sprechen im Rahmen ihrer Lebensgeschichte über die Vergangenheit und Zukunft des Kontinents. Die Interviews sollen herausarbeiten, welche Bedeutung Europa in den einzelnen Lebensgeschichten hatte und was wir daraus für die Zukunft Europas lernen können. Die gemeinsamen Erinnerungen sollen als europäische Bildung für zukünftige Generationen fungieren.

„Das entscheidende Ziel ist, dass wir, als eine jüngere Generation, am Ende wirklich etwas anderes über Europa erzählen können, als nur das, was die Politiker meinen, was die EU ist.“

## Vorgehensweise
Das Projekt wird von freiwilligen Mitarbeitern des „Arbeit an Europa e.V.“ umgesetzt. Das internationale Interviewer-Team umfasst 50 Frauen und Männer im Alter von 20 bis 40 Jahren. Die Interviewer sprechen mit den Zeitzeugen in ihrer Muttersprache und in den jeweiligen Heimatländern. Interviewte und Interviewer stammen aus über 30 Ländern, die geographisch und geschichtlich zu Europa gehören: Albanien, Belgien, Bosnien-Herzegowina, Bulgarien, Dänemark, Deutschland, Estland, Finnland, Frankreich, Georgien, Griechenland, Großbritannien, Irland, Island, Italien, Kroatien, Lettland, Litauen, Luxemburg, der Republik Moldau, Niederlande, Norwegen, Österreich, Polen, Portugal, Rumänien, Russland, Schweden, Serbien, Slowakei, Slowenien, Spanien, Tschechische Republik, Ukraine, Ungarn

„Europa hat keine natürlichen Grenzen. […] Das Wesen Europas machen die gemeinsamen Werte aus trotz all seiner Unterschiede.“

Beratung und Qualitätssicherung bietet ein Kuratorium, bestehend aus Aleida Assmann, Heinz Bude, Peter Raue, Michael Krüger, Juliane von Herz, André Schmitz und Angelo Bolaffi. Gemeinsam mit dem Soziologen Heinz Bude wurde als Leitfaden ein Fragenkatalog entwickelt, der die Vergleichbarkeit der Gespräche sichert. Die Fragen behandeln Themen von Herkunft, Bildung und Arbeit über politisches und kulturelles Bewusstsein bis hin zum Bild Europas in 50 Jahren.

„Die größte Schwierigkeit ist darin, die Verbindung zwischen persönlichen Geschichten und kollektiven Belangen hinzukriegen. […] ich hoffe, dass Ihnen das gelingt, dass die Frage von Europa am Ende auch immer eine Frage einer persönlichen Involvierung in Europa ist.“

Die Gespräche werden mit einer einheitlichen Aufnahmetechnik aufgezeichnet.

## Zeitzeugen
Interviewt werden Menschen, die vor 1945 geboren wurden. So haben die Interviewten noch Krieg, Unterdrückung und Flucht erfahren.
Die Interviewpartner werden von Interviewern ihres Landes vorgeschlagen und von einer Jury ausgewählt. Ziel des Projektes ist, eine große Bandbreite an Menschen zu Wort kommen zu lassen. Die Interviewpartner sind vorwiegend Journalisten, Politiker, Künstler, Intellektuelle, Wissenschaftler, Diplomaten, Religiöse. Weitere Kriterien sind unter anderem die Ethnie, Geschlecht oder die soziale Herkunft. Bei der Auswahl ist zudem wichtig, dass es sich nicht um Personen handelt, die schon mehrfach zu europäischen Themen befragt wurden.
| Land           | Name                      | Jahrgang | Beruf                                                                              |
| -------------- | ------------------------- | -------- | ---------------------------------------------------------------------------------- |
| Albanien       | Maks Velo                 | 1935     | Künstler und politischer Aktivist                                                  |
| Belarus        | Stanislau Schuschkewitsch | 1934     | Physiker und ehemaliger Präsident                                                  |
| Belgien        | Mark Eyskens              | 1933     | Politiker                                                                          |
| Bosnien        | Jovan Divjak              | 1937     | General                                                                            |
| Bulgarien      | Axinia Dzurova            | 1942     | Philologin und Kunsthistorikerin                                                   |
| Dänemark       | Bodil Nyboe Andersen      | 1940     | Wirtschaftswissenschaftlerin und ehem. Nationalbankdirektorin                      |
| Dänemark       | Niels Barfoed             | 1931     | Intellektueller                                                                    |
| Deutschland    | Christian Meier           | 1929     | Althistoriker                                                                      |
| Estland        | Talvi Märja               | 1935     | Psychologin und Erziehungswissenschaftlerin                                        |
| Finnland       | Caj Bremer                | 1929     | Fotograf                                                                           |
| Finnland       | Leena Orvilahti           | 1935     | Übersetzerin                                                                       |
| Frankreich     | Jean-Claude Carrière      | 1931     | Drehbuchautor                                                                      |
| Georgien       | Besik Kharanauli          | 1939     | Schriftsteller und Dichter                                                         |
| Georgien       | Eldar Shengelaia          | 1933     | Filmproduzent und Politiker                                                        |
| Griechenland   | Vassilis Vassilikos       | 1934     | Schriftsteller und Diplomat                                                        |
| Großbritannien | Mary Goudie               | 1946     | Politikerin                                                                        |
| Irland         | Mícheál Ó Muircheartaigh  | 1930     | Sportkommentator                                                                   |
| Island         | Vigdís Finnbogadóttir     | 1930     | Politikerin und ehem. Präsidentin                                                  |
| Italien        | Bartolomeo Sorge          | 1929     | Journalist und Anti-Mafia-Aktivist                                                 |
| Italien        | Biancamaria Frabotta      | 1946     | Dichterin                                                                          |
| Italien        | Elsa Montessori           | 1931     | Fotografin                                                                         |
| Kosovo         | Rexhep Qosja              | 1936     | Schriftsteller                                                                     |
| Kroatien       | Irena Vrkljan             | 1930     | Schriftstellerin                                                                   |
| Lettland       | Ausma Ziedone-Kantāne     | 1941     | Politikerin                                                                        |
| Litauen        | Irena Veisaitė            | 1928     | Theaterwissenschaftlerin                                                           |
| Luxemburg      | Erna Hennicot-Schoepges   | 1941     | Politikerin                                                                        |
| Niederlande    | Cees Nooteboom            | 1933     | Schriftsteller                                                                     |
| Niederlande    | Neelie Kroes              | 1941     | Politikerin                                                                        |
| Nordmazedonien | Dimitar Belchev           | 1946     | Elektroingenieur und Diplomat                                                      |
| Norwegen       | Karin Krog                | 1937     | Jazzsängerin                                                                       |
| Österreich     | Hanna Molden              | 1941     | Schriftstellerin                                                                   |
| Polen          | Henryk Wujec              | 1940     | Politiker                                                                          |
| Portugal       | Adriano Moreira           | 1922     | Politiker                                                                          |
| Rumänien       | Nora Iuga                 | 1931     | Schriftstellerin                                                                   |
| Russland       | Ljudmila Ulizkaja         | 1943     | Schriftstellerin                                                                   |
| Schweden       | Sven-Eric Liedman         | 1939     | Ideenhistoriker                                                                    |
| Schweiz        | Cornelio Sommaruga        | 1932     | Diplomat und ehem. Präsident des Internationalen Komitees vom Roten Kreuz          |
| Serbien        | Dragoslav Mihailović      | 1930     | Schriftsteller                                                                     |
| Slowakei       | Egon Gal                  | 1940     | Soziologe                                                                          |
| Slowakei       | Eva Mosnakova             | 1929     | Holocaust-Überlebende und Zeitzeugin                                               |
| Spanien        | Lidia Falcón              | 1935     | Schriftstellerin und Politikerin                                                   |
| Spanien        | Rosa Regàs                | 1933     | Schriftstellerin, Verlegerin, ehem. Direktorin der Nationalbibliothek              |
| Tschechien     | Alena Wagnerová           | 1936     | Publizistin und Soziologin                                                         |
| Ukraine        | Oleh Pantschuk            | 1932     | Chemiker                                                                           |
| Ungarn         | Iván Szelényi             | 1938     | Soziologe                                                                          |
| Ungarn         | Vera Szekeres Varsa       | 1933     | Philologin                                                                         |
| Vatikanstadt   | Walter Brandmüller        | 1929     | Kardinal                                                                           |
| Zypern         | Kyriakos Charalambides    | 1940     | Schriftsteller und ehemaliger Direktor des Kulturressorts des zyprischen Rundfunks |